# Wilhelm Meile
Wilhelm Meile (* 6. August 1886 in Kirchberg (SG); † 9. Dezember 1973 in Bern) war ein Schweizer Ökonom und Politiker.

## Leben
Meile absolvierte das Kollegium Schwyz. Er studierte von 1908 bis 1913 Ökonomie an den Universitäten Fribourg, Bern, Friedrich-Wilhelms-Universität Berlin und Universität München und promovierte 1913 in Fribourg mit einer Dissertation unter dem Titel „Die Schweiz auf den Weltausstellungen“.
Ab 1917 war Wilhelm Meile Leiter der Mustermesse Basel, dort gründete er auch 1926 zusammen mit Hans Zickendraht das Radio Basel. Er war Basler Erziehungsrat von 1931 bis 1938, und katholisch-konservativer Nationalrat von 1935 bis 1938.
Im Jahr 1938 trat Meile in die Schweizerischen Bundesbahnen ein, wo er von 1940 bis 1949 Präsident der Generaldirektion war.
Meile war Mitgründer der Vereinigung Christlicher Unternehmer in Einsiedeln.

## Werke (Auswahl)
- Die Schweiz auf den Weltausstellungen. Orell Füssli, Zürich 1914. (Schweizerische Wirtschafts-Studien; 2).
- Welt- und volkswirtschaftliche Probleme. Wirtschaftsbetrachtungen im Kriege. Huber, Frauenfeld 1916.
- Die Schweizer Mustermesse in Basel. Grundsätzliche Darlegungen über die Einheitsmesse. Buchdruckerei der National-Zeitung, Basel 1918.
- 20 Jahre Messedirektor. Erinnerungen. Buchdruckerei zum Basler Berichthaus AG, 1941.
- Zwanzig Jahre Messedirektor. Aus den Erinnerungen von Dr. Wilhelm Meile. In: Basler Jahrbuch 1942, S.  163–166.
- Die Transportanstalten in der Kriegszeit. Referat. Buchdruckerei Zollikofer, St. Gallen 1942.
- Kriterien zur Verstaatlichung von Privatbahnen in der Schweiz. In:  Schweizerisches Archiv für Verkehrswissenschaft und Verkehrspolitik 5 (1950), Nr. 4, S. 301–355.